# Газель (Німеччина)
Газель (нім. Hasel) — громада в Німеччині, знаходиться в землі Баден-Вюртемберг. Підпорядковується адміністративному округу Фрайбург. Входить до складу району Леррах.
Площа — 11,67 км2. Населення становить 1138 ос. (станом на 31 грудня 2020).